# Wilson (Kansas)
Wilson és una població dels Estats Units a l'estat de Kansas. Segons el cens del 2000 tenia 799 habitants.

## Demografia
Segons el cens del 2000, Wilson tenia 799 habitants, 333 habitatges, i 205 famílies. La densitat de població era de 550,9 habitants/km².
Dels 333 habitatges en un 27% hi vivien nens de menys de 18 anys, en un 52,6% hi vivien parelles casades, en un 5,4% dones solteres, i en un 38,4% no eren unitats familiars. En el 35,4% dels habitatges hi vivien persones soles el 21,6% de les quals corresponia a persones de 65 anys o més que vivien soles. El nombre mitjà de persones vivint en cada habitatge era de 2,26 i el nombre mitjà de persones que vivien en cada família era de 2,89.
Per edats la població es repartia de la següent manera: un 22,5% tenia menys de 18 anys, un 5,4% entre 18 i 24, un 21,5% entre 25 i 44, un 22,3% de 45 a 60 i un 28,3% 65 anys o més.
L'edat mediana era de 46 anys. Per cada 100 dones de 18 o més anys hi havia 81 homes.
La renda mediana per habitatge era de 34.821 $ i la renda mediana per família de 47.768 $. Els homes tenien una renda mediana de 28.173 $ mentre que les dones 23.000 $. La renda per capita de la població era de 16.622 $. Entorn del 2% de les famílies i el 7% de la població estaven per davall del llindar de pobresa.

## Poblacions més properes
El següent diagrama mostra les poblacions més properes.